# Untersteinbach (Lindlar)
Der Untersteinbach ist ein Ortsteil der Gemeinde Lindlar im Oberbergischen Kreis im Regierungsbezirk Köln.

## Lage und Beschreibung
Untersteinbach liegt nordwestlich von Lindlar. Nachbarortschaften sind Mittelsteinbach, Heibach und Stoppenbach.

## Geschichte
Im Jahre 1318 wurde Steinbach das erste Mal urkundlich als stenbeche erwähnt.
In Untersteinbach stand früher die Burg Steinbach, von der das Amt Steinbach im Herzogtum Berg verwaltet wurde. Die Burg verfiel jedoch und die letzten Mauerreste wurden 1962 entfernt.
In einer Urkunde vom 6. September 1363 wird vermerkt: „Item de Wipperfelde, Bechen, Curten, Oylpe, Lyntlan, Ouerroide, Engelskirchen, Keppel et parochia de Wippervuerde in officio de Steynbech“.